# Josip Macarol
Josip Macarol, slovenski slikar, * 4. februar 1871, Križ pri Tomaju, † 17. avgust 1951, Trst.  

## Življenje in delo
Josip Macarol se je rodil se je v družini tržaškega kmeta, oče je bil Andrej, mati Ana (rojena Mankuč). Slikarsko nadarjenost je kazal že kot otrok in je želel svoj talent izpopolniti. Slikarstvo je študiral na deželni slikarski šoli v Gradcu, kjer je spoznal Ivana Groharja. Gmotne razmere so ga prisilile, da je sprejel uradniško službo na sodniji v Trstu. Živel in deloval je v Trstu, kjer se je kot uradnik zaposlil na sodišču. Ustvarjal je v olju, pasteli, akvarelu in risbi. Širši javnost je znana predvsem njegova upodobitev Repentabora. Slikarstvo je ščasoma opuščal in se zagrenjen umaknil v svet družine in službe, ustvarjal je le še za lastno veselje.